# Seuzach
Seuzach is een gemeente en plaats in het Zwitserse kanton Zürich, en maakt deel uit van het district Winterthur.
Seuzach telt 6613 inwoners.